# Бонниер, Карл-Адам
Карл-Адам Бонниер (швед. Karl-Adam Bonnier, 5 сентября 1934, Стокгольм, Швеция) — шведский предприниматель, экономист и основатель фонда Карла-Адама Бонниера (Karl-Adam Bonniers Stiftelse). Сын книгоиздателя Тора Бонниера и писательницы Торы Нордстрём-Бонниер.

## Биография

### Ранние годы
Карл-Адам Бонниер родился в Швеции, но в возрасте 14 лет переехал в Америку, где учился в средней школе в Калифорнии и получил образование инженера в колледже в Пенсильвании. После нескольких лет работы в Colgate-Palmolive в Нью-Йорке и военной службы в США Бонниер переучился на экономиста в Стэнфордском университете, а затем основал компанию в сфере радиосвязи. В 1962 году он вернулся в Швецию.

### Карьера
Карьера Бонниера как финансового предпринимателя началась с компании, которая продавала премиальные облигации в комиссии Национального управления по долговым обязательствам. В 1960-х годах Карл-Адам создал компании Aktieköp и Aktieinvest. Akltieinvest впервые предложил общественности купить акции в тысячных долях и со временем стала частью Aktiespararna. В 1962—1980 годах Карл-Адам Бонниер создал и возглавлял финансовый конгломерат, в который, помимо прочего, были включены банковские фирмы Hägglöfs и Wermlandsbanken. Компания, названная Bonnier & Bonnier Independent Invest AB, была зарегистрирована на фондовой бирже в 1979 году со Стигом Рамелем в качестве председателя и Бонниером в качестве мажоритарного акционера. Карл-Адам иммигрировал в Соединенные Штаты в 1980 году и продал свой контрольный пакет в B&B в 1986 году, который также контролировал Götabanken и Jacobson & Ponsbach Fondkommision. При этом был образован Gota Bank.
Во время своей деловой карьеры Бонниер был председателем совета директоров AB Programator в 1964—1980 годах, Independent Leasing в 1969—1980 годах, B&B Invest в 1986—1987 годах. Карл-Адам не работал в семейной медиаконцерне Bonnier Group, но в 90-е годы был членом совета директоров Dagens Nyheter, Expressen, Bonnier AB, а ныне фонд Бонниер для исследований в области медиа при Стокгольмской школе экономики и почетным членом семейного совета.

### Академическая карьера
Бонниер учился в Высшей школе бизнеса Виргинского университета и получил степень доктора философии по экономике в 1986 году. Он преподавал, публиковал результаты исследований и руководил программой института для студенческих проектов в Европе. В 1992 году Карл-Адам вернулся в Швецию, но продолжал организовывать студенческие проекты в Европе. Через фонд Бонниера Karl-Adam Bonniers Stiftelse студентам Стокгольмской школы экономики был предложен стипендии для обучения на полный год в школе бизнеса в Виргинском университете. Бонниер проводил в Швеции в 2012-2013 годах исследования по зарплате руководителей крупных шведских компаний, результатом которых стали статьи «Исполнительная компенсация и общественное возмущение» (Executive Compensation and Public Indignation) и «Гипотезы и доказательства о механизмах, которые управляют оплатой труда генерального директора» (Conjectures and Evidence on the Mechanisms that drive CEO Pay), а также дискуссионные статьи и лекции.

## Фонд
Карл-Адам Бонниер основал фонд Karl-Adam Bonniers Stiftelse в 1986 году с целью содействия развитию бизнеса в Швеции. С момента своего создания фонд распределял исследовательские гранты и публиковал труды по вопросам, влияющим на развитие бизнеса: корпоративное управление, инновации и предпринимательство, а также интернационализация.

## Семья
Карл-Адам женат на психологе Элизабет Нюстрём (род.1948) и ранее был женат на Лене Линдквистер (1939—1974). От двух своих браков он имеет шестерых детей.